# 유이준
유이준( 1994년 3월 3일 ~ )은 대한민국의 배우이다.

## 학력
- 호수초등학교
- 백신중학교
- 정발고등학교
- 한국예술종합학교 연기과

## 출연작

### 영화
- 《특송》 (2022년) - 도박사이트 남직원 역
- 《베러플레이스》 (2020년) - 민석 역
- 《정직한 후보》 (2020년) - 서점기자 4 역
- 《종친장학금》 (2019년)
- 《비에 젖은 나방》 (2019년) - 우진 역
- 《판소리 복서》 (2019년) - 친구 2 역
- 《잠에서 깨어, 나는 날》 (2018년) - 남배우 역

### 드라마
- 《치얼업》 (2022년, SBS) - 방송부장 역
- 《불새 2020》 (2020년, SBS) - 여진 / 강태준 역
- 《검사내전》 (2019년, JTBC) - 김인호 역

### 뮤지컬
- 《뮤지컬 단상》
- 《송 오브 더 다크》
- 《경성광인》

### 연극
- 《왕복서간》
- 《여름에 하는 연극》
- 《상처 난 자리들》